# Harpe de George

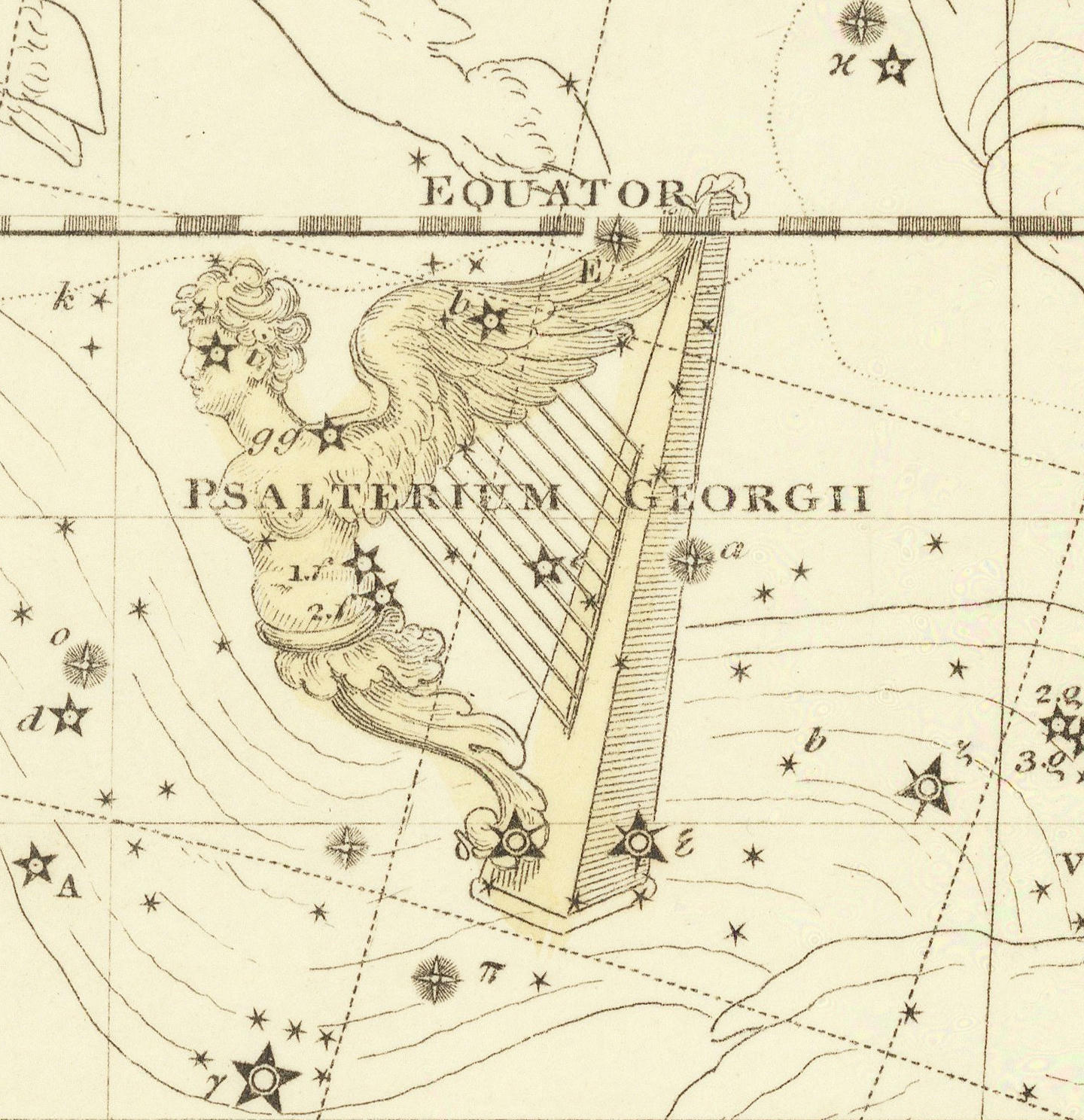
Représentation de la constellation par Alexander Jamieson (1822)

La Harpe de George (en latin : Psalterium Georgii ou Harpa Georgii) était une constellation créée par Maximilian Hell en 1789 en l'honneur de George III de Grande-Bretagne. Elle était composée d'une partie de l'Éridan et était située à proximité des constellations du Taureau et de la Baleine. Elle est tombée en désuétude.